# Zlönitz

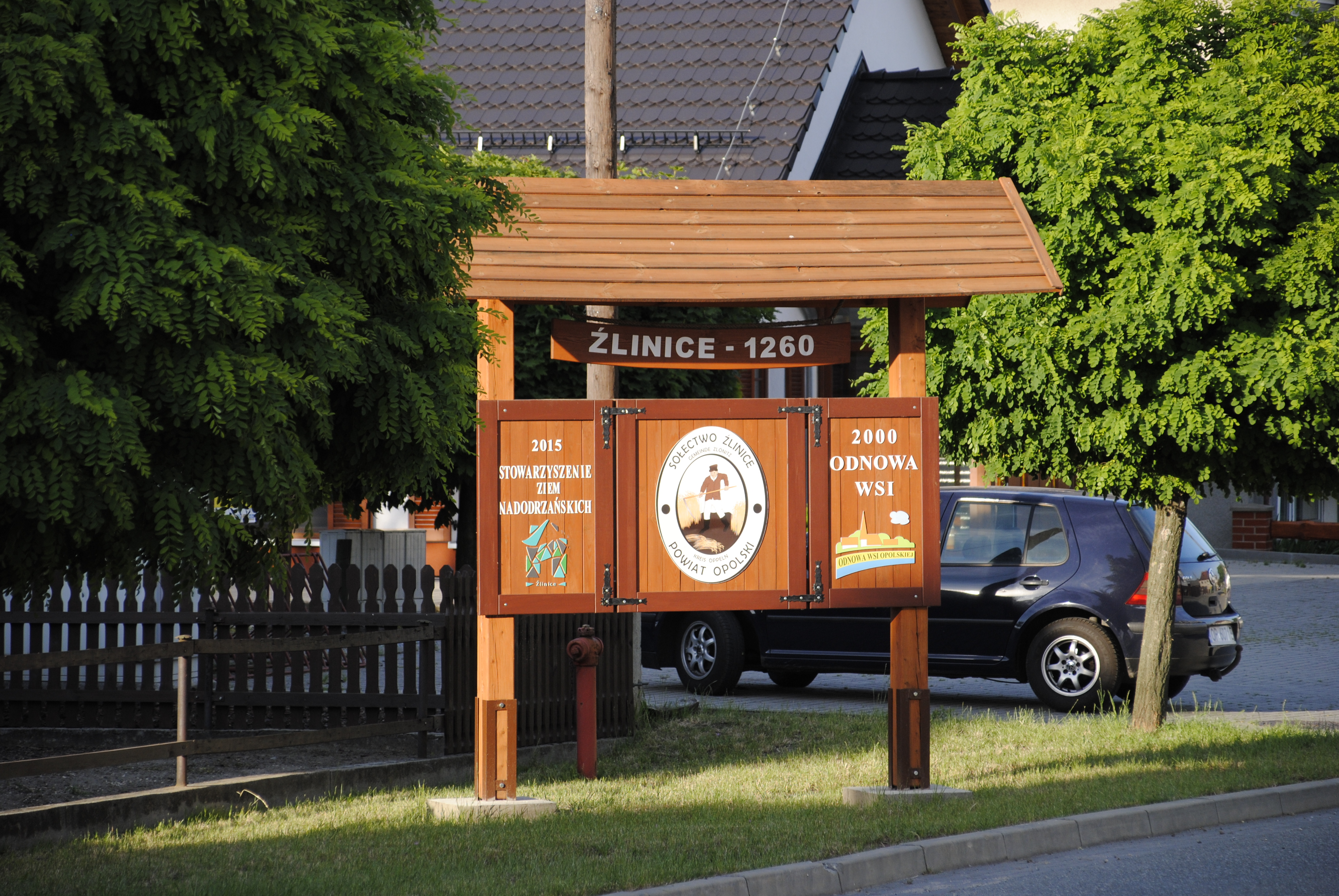
Holztafel mit der Jahreszahl 1260

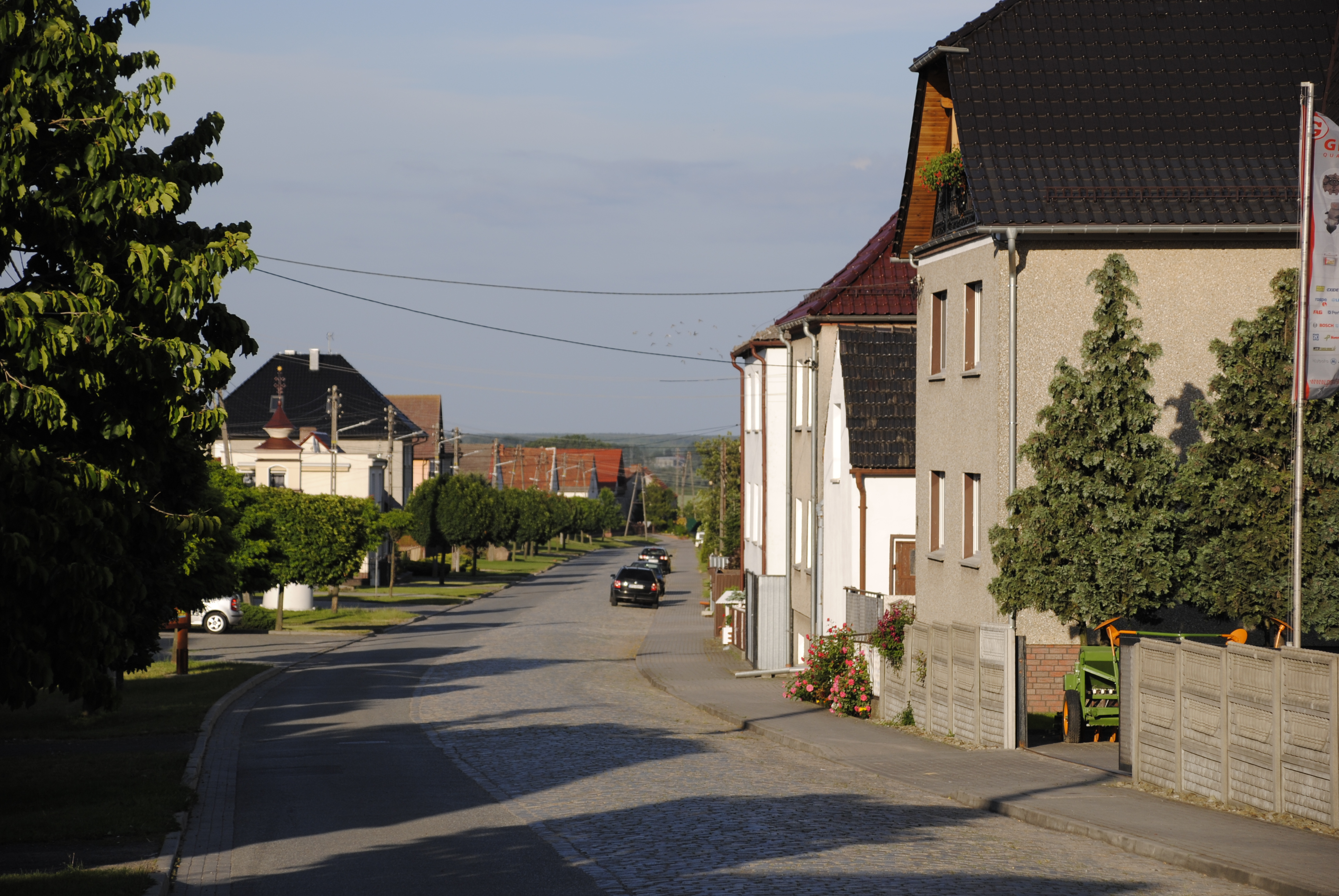
Dorfpartie

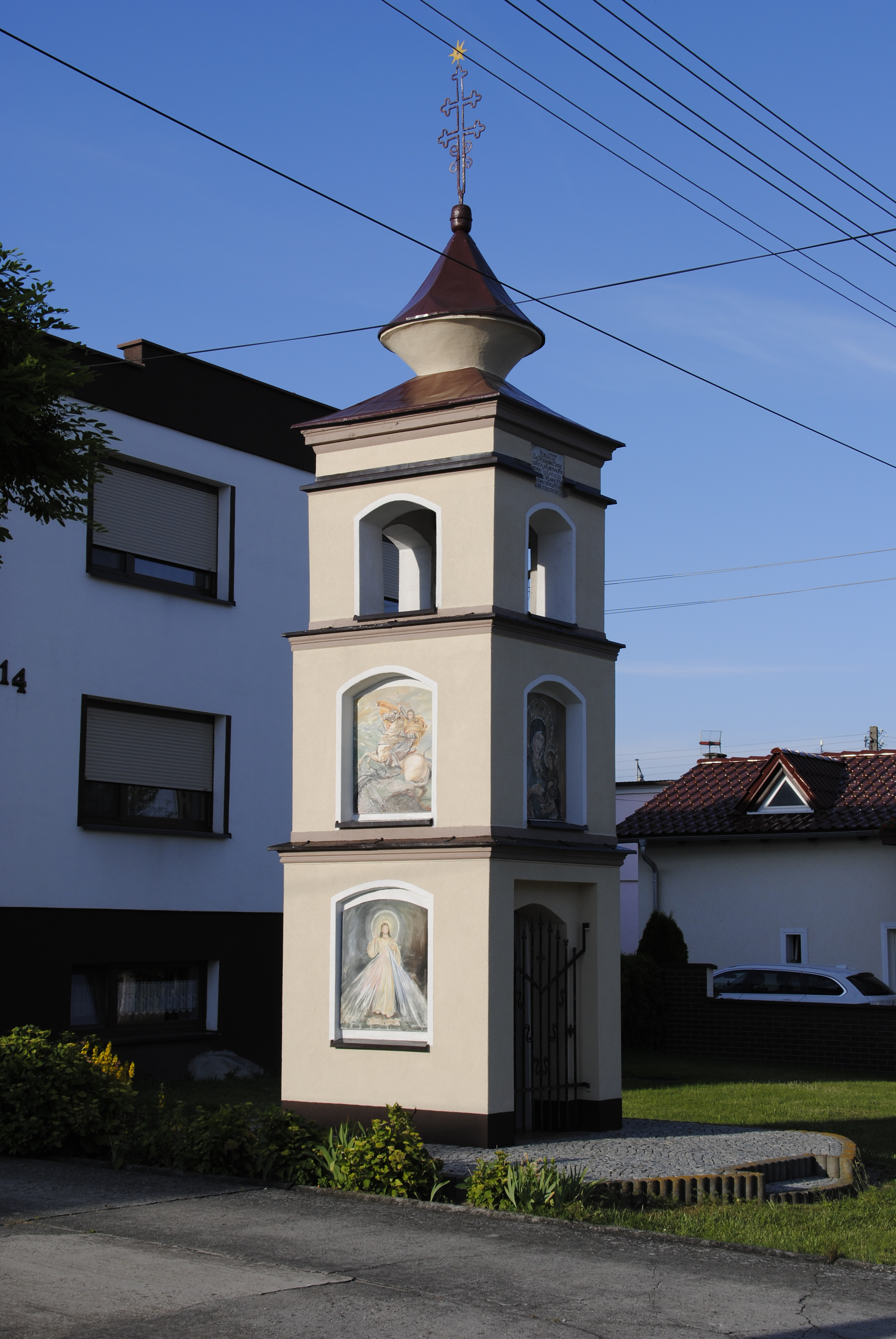
Glockenkapelle

Zlönitz (polnisch Źlinice, 1936–1945 Glockenau) ist ein Ort in der Stadt- und Landgemeinde Proskau (Prószków) im Powiat Opolski der Woiwodschaft Opole in Polen. Östlich von Zlönitz fließt die Oder.

## Geographie
Das Straßendorf Zlönitz liegt vier Kilometer östlich von Proskau und zehn Kilometer südlich von Opole (Oppeln) in der Schlesischen Tiefebene. Durch den Ort verläuft die Landesstraße Droga krajowa 45.
Nachbarorte von Zlönitz sind im Westen Proskau (Prószków), im Nordwesten Zlattnik (Złotniki), im Norden Boguschütz (Boguszyce), im Südosten der Weiler Wolskie (Ochsendorf) und im Süden Klein Schimnitz (Zimnice Małe) und Groß Schimnitz (Zimnice Wielkie).

## Geschichte

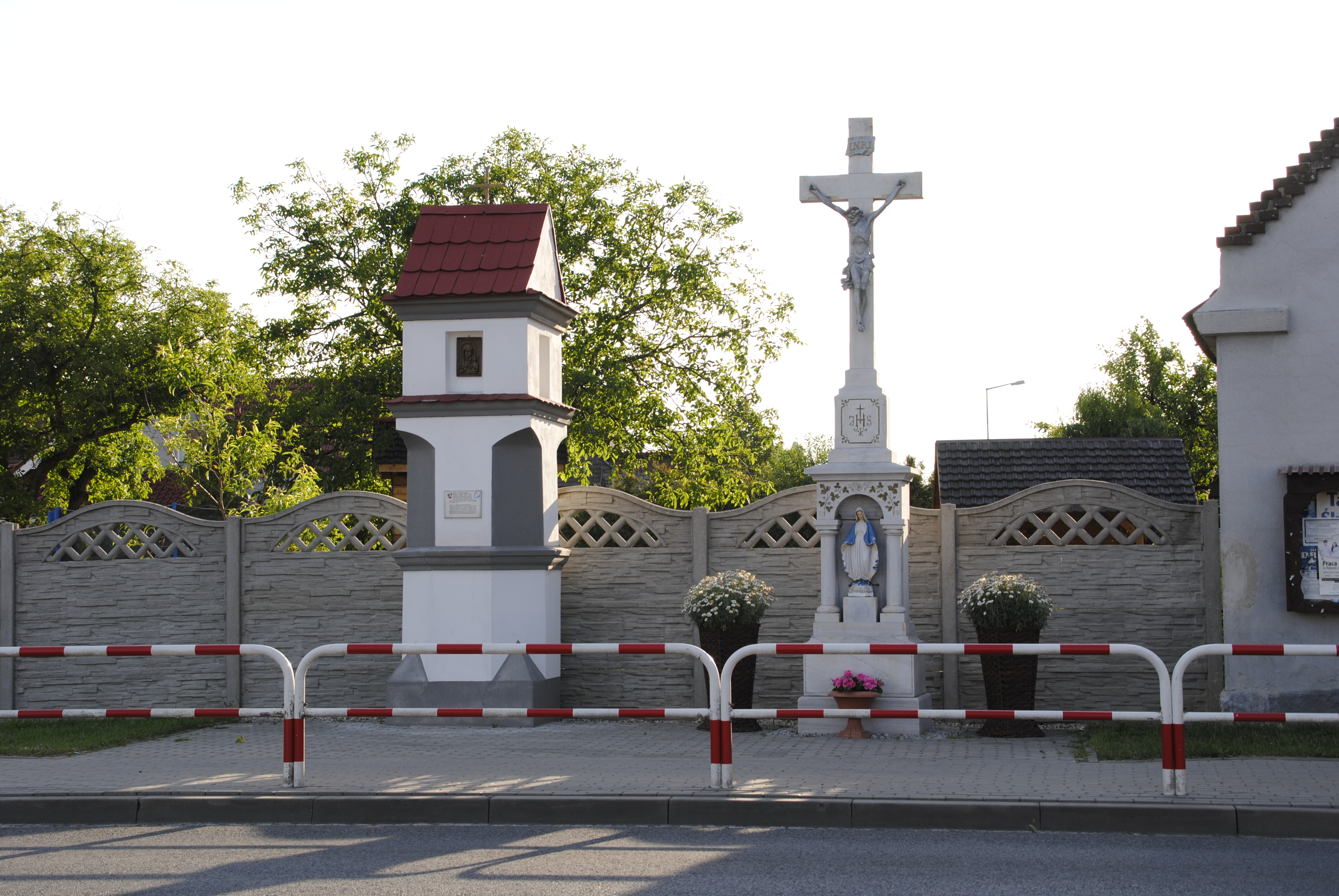
Bildstock und Wegekreuz

„Zlinici“ wurde 1260 erstmals urkundlich erwähnt.
Nach dem Ersten Schlesischen Krieg 1742 fiel Zlönitz mit dem größten Teil Schlesiens an Preußen. 1784 hatte „Zlönize“, das zu Proskau gehörte, 27 Bauern, 17 Gärtner, zwei Vorwerke und 246 Einwohner.
Nach der Neuorganisation der Provinz Schlesien gehörte die Zlönitz ab 1816 zum Landkreis Oppeln, mit dem es bis 1945 verbunden blieb. 1818 zählte Zlönitz 27 Bauern, 17 Gärtner und zwei Vorwerke. Für das Jahr 1865 sind belegt: acht Bauern, 21 Halbbauern, 14 Gärtner, 20 Häusler und 13 Einlieger sowie die Langosch-Wassermühle bzw. Zlönitzer Mühle. Damals waren die Schüler nach Boguschütz eingeschult und der Ort nach Chrzumczütz eingepfarrt. 1874 wurde der AmtsbezirkDombrowka OS gegründet, dem die Landgemeinden Boguschütz, Groß Schimnitz, Klein Schimnitz und Zlönitz sowie der Gutsbezirk Klein Schimnitz Domäne eingegliedert wurden. 1885 zählte der Ort 656 Einwohner.
Bei der Volksabstimmung in Oberschlesien am 20. März 1921 stimmten 358 Wahlberechtigte für einen Verbleib bei Deutschland und 80 für Polen. Zlönitz verblieb beim Deutschen Reich. 1933 lebten im Ort 1401 Einwohner. Am 19. Mai 1936 wurde Zlötnitz Ort in Glockenau umbenannt. 1939 hatte der Ort 1419 Einwohner. Ende Januar 1945 starben in Glockenau 60 Zivilisten aus dem Ort und aus benachbarten Orten durch die Rote Armee.
1945 kam der bisher deutsche Ort Zlönitz/Glockenau unter polnische Verwaltung und wurde nachfolgend in Źlinice umbenannt. Die deutsche Bevölkerung wurde, soweit sie nicht schon vorher geflohen war, weitgehend vertrieben. Die neu angesiedelten Bewohner waren teilweise Zwangsumgesiedelte aus Ostpolen, das an die Sowjetunion gefallen war. 
Von 1945 bis 1950 gehörte Źlinice zur Woiwodschaft Schlesien und danach zur Woiwodschaft Opole. Seit 1999 ist es dem Powiat Opolski.

## Wassermannssagen
In vielen oberschlesischen Orten gibt es Sagen von Wassermännern, so auch in Zlönitz. Eine Sage erzählt von einem Wassermann, der sich Opfer holt, eine weitere handelt von tanzenden Wassermannstöchtern.
An der Oder hatte einst ein reicher Besitzer Wiesen gehabt. Jedes Jahr zur Heuernte vermisste er einen Knecht, bis er hinter das Geheimnis der verschwundenen Knechte kam. Ein Wassermann hielt sich in der Nähe in der Oder auf und holte sich früh morgens die Knechte als Opfer. Doch eines Tages leistete ein Knecht Widerstand und fesselte den Wassermann nach einem harten Kampf. Daraufhin bat der Wassermann den Knecht, dass der Besitzer der Wiesen ihn mit einem Wagen abholen solle. Daraufhin fuhr der Wassermann mit seinem unsichtbaren Hab und Gut davon.
Die Wassermannstöchter sollen mit ihrem Vater in einem Teich zwischen Zlönitz und Klein Schimnitz gelebt haben und sollen sehr gerne getanzt haben, weshalb sie bei keiner Tanzmusik in Zlönitz gefehlt haben. Da sie flotte Tänzerinnen waren, waren sie im Ort sehr gerne gesehen, verschwanden aber immer vor 23:30 Uhr von den Veranstaltungen. Auf die Frage, wieso sie denn so früh gehen würden, antworteten sie, dass ihr Vater sie aus Zorn erstechen würde, wenn sie zu spät zurückkehren würden. Doch eines Tages verspäteten sie sich, und das Wasser des Teiches färbte sich rot, und die Wassermannstöchter wurden nie wieder gesehen.

## Sehenswürdigkeiten und Denkmale
- Wegkapelle mit Glockenturm und zahlreichen Wandbildern aus dem Jahr 1737
- Wegkapelle aus den 1920er Jahren zur Erinnerung an die Gefallenen des Ersten Weltkriegs. Angrenzend befinden sich die Gräber und eine Gedenktafel für 145 Gefallene des Zweiten Weltkriegs.
- Steinerner Bildstock zum Gedenken an gefallene französische Soldaten aus den Jahren 1806 bis 1807 während der Koalitionskriege.
- Wegkreuz aus dem Jahr 1917.
- Steinerner Bildstock
- Hölzerner Bildstock aus dem Jahr 1945
- Wegkreuz aus dem Jahr 1905

## Vereine
- Deutscher Freundschaftskreis
- Dorferneuerungsgruppe des Programms „Odnowa Wsi Opolskiej“
- Freiwillige Feuerwehr OSP Boguszyce–Źlinice
- Sportverein ULKS Orzeł Źlinice
- Sportverein Orzeł II Źlinice